# Windham (Vermont)
Windham es un pueblo ubicado en el condado de Windham en el estado estadounidense de Vermont. En el año 2010 tenía una población de 419 habitantes y una densidad poblacional de 6 personas por km².

## Geografía
Windham se encuentra ubicado en las coordenadas 43°10′25″N 72°43′26″O / 43.17361, -72.72389.

## Demografía
Según la Oficina del Censo en 2000 los ingresos medios por hogar en la localidad eran de $39,659 y los ingresos medios por familia eran $41,786. Los hombres tenían unos ingresos medios de $27,500 frente a los $23,125 para las mujeres. La renta per cápita para la localidad era de $20,704. Alrededor del 6.3% de la población estaban por debajo del umbral de pobreza.